# Giải thưởng Điện ảnh Hồng Kông lần thứ 8
Giải thưởng Điện ảnh Hồng Kông lần thứ tám được tổ chức năm 1989 tại Hồng Kông.

## Danh sách các đề cử và giải thưởng
| Phim hay nhất                                                   | Phim hay nhất                        | Phim hay nhất |
| Phim                                                            | Tên tiếng Anh                        |               |
| --------------------------------------------------------------- | ------------------------------------ | ------------- |
| Yên chi khẩu (胭脂扣)                                           | Rouge                                |               |
| Thất Tiểu Phúc (七小福)                                         | Painted Faces                        |               |
| Vượng giác tạp môn (旺角卡門)                                   | As Tears Go By                       |               |
| Đồng đảng (童黨)                                                | Gangs                                |               |
| Kê đồng áp giải (雞同鴨講)                                      | Chicken and Duck Talk                |               |
| Đạo diễn xuất sắc nhất                                          |                                      |               |
| Đạo diễn                                                        | Phim                                 |               |
| Quan Cẩm Bằng                                                   | Yên chi khẩu                         |               |
| La Khải Nhuệ                                                    | Thất Tiểu Phúc                       |               |
| Trương Chi Lượng                                                | Trung Quốc tối hậu nhất cá thái giám |               |
| Lưu Quốc Xương                                                  | Đồng đảng                            |               |
| Vương Gia Vệ                                                    | Vượng giác tạp môn                   |               |
| Kịch bản hay nhất                                               |                                      |               |
| Biên kịch                                                       | Phim                                 |               |
| Niếp Hoành Phong Thiệu Quốc Hoa Trần Gia Thượng Diệp Quảng Kiệm | Tam nhân thế giới                    |               |
| Phương Lệnh Chính                                               | Trung Quốc tối hậu nhất cá thái giám |               |
| Phương Lệnh Chính                                               | Ngã ái thái không nhân               |               |
| Trương Uyển Đình La Khải Nhuệ                                   | Thất Tiểu Phúc                       |               |
| Khâu Đới An Bình Lý Bích Hoa                                    | Yên chi khẩu                         |               |
| Nam diễn viên chính xuất sắc nhất                               |                                      |               |
| Diễn viên                                                       | Phim                                 |               |
| Hồng Kim Bảo                                                    | Thất Tiểu Phúc                       |               |
| Mạc Thiếu Thông                                                 | Trung Quốc tối hậu nhất cá thái giám |               |
| Hứa Quan Văn                                                    | Kê đồng áp giải                      |               |
| Trương Quốc Vinh                                                | Yên chi khẩu                         |               |
| Lưu Đức Hoa                                                     | Vượng giác tạp môn                   |               |
| Nữ diễn viên chính xuất sắc nhất                                |                                      |               |
| Diễn viên                                                       | Phim                                 |               |
| Mai Diễm Phương                                                 | Yên chi khẩu                         |               |
| Trương Mạn Ngọc                                                 | Vượng giác tạp môn                   |               |
| Trịnh Du Linh                                                   | Tam nhân thế giới                    |               |
| Mâu Khiên Nhân                                                  | Kế tục khiêu vũ                      |               |
| Điềm Nữu                                                        | Ngã ái thái không nhân               |               |
| Nam diễn viên phụ xuất sắc nhất                                 |                                      |               |
| Diễn viên                                                       | Phim                                 |               |
| Trương Học Hữu                                                  | Vượng giác tạp môn                   |               |
| Vạn Tử Lương                                                    | Vượng giác tạp môn                   |               |
| Ngọ Mã                                                          | Trung Quốc tối hậu nhất cá thái giám |               |
| Chu Tinh Trì                                                    | Phích lịch tiên phong                |               |
| Tăng Chí Vĩ                                                     | Ngã ái thái không nhân               |               |
| Nữ diễn viên phụ xuất sắc nhất                                  |                                      |               |
| Diễn viên                                                       | Phim                                 |               |
| Lý Lệ Nhi                                                       | Học giáo phong vân                   |               |
| Kim Yến Linh                                                    | Ngã yếu đào vọng                     |               |
| Lưu Mĩ Quân                                                     | Pháp trung tình                      |               |
| Mâu Khiên Nhân                                                  | Ngã ái thái không nhân               |               |
| Diễn viên mới xuất sắc nhất                                     |                                      |               |
| Diễn viên                                                       | Phim                                 |               |
| Ngô Đại Duy                                                     | Kim dạ tinh quang xán lạn            |               |
| Ngô Quân Như                                                    | Phách vương hoa                      |               |
| Hà Phái Đông                                                    | Đồng đảng                            |               |
| Chu Tinh Trì                                                    | Phích lịch tiên phong                |               |
| Chu Tuệ Mẫn                                                     | Tam nhân thế giới                    |               |